# Lamellaria diegoensis
Lamellaria diegoensis är en snäckart som beskrevs av Dall 1885. Lamellaria diegoensis ingår i släktet Lamellaria och familjen Lamellariidae. Inga underarter finns listade i Catalogue of Life.